# Бейт-Лесин
Театр Бейт-Лесин (ивр. תיאטרון בית ליסין‎, иногда «Бейт-Лисин») — театр в Тель-Авиве, Израиль.

## История
Театр Бейт-Лесин был основан в 1978 году театральным продюсером, менеджером и режиссёром Яаковом Агмоном, а в 1980 году стал одной из структур Гистадрута. Театр был назван именем американского поэта и публициста, переводчика и журналиста, писавшего на идиш, Аврома Лесина.
В 1993 году театр вышел из-под управления Гистадрута. Тогда же генеральным директором и художественным руководителем театра была назначена Ципи Пинес. В 1995 году театральным драматургом был назначен Авишай Мильштейн, который исполняет эту должность до сих пор.
Театральная ассоциация Бейт-Лесин, которая управляет театром, является муниципальной корпорацией, принадлежащей муниципалитету Тель-Авив-Яффо и Всеобщей федерации труда. С 2004 года председателем организации является Узи Барам.

## Художественное видение
За прошедшие годы Театр Бейт-Лесин создал более тысячи спектаклей по пьесам современных европейских, американских и израильских авторов.
В духе художественного видения Ципи Пинес театр начал акцентировать внимание на оригинальных израильских работах, большинство из которых отражают социально-политическую ситуацию в Израиле. Таким, например, является спектакль «Ограниченные», поставленный режиссёром Гиладом Кимхи по пьесе Гура Корена.
В 2005 году спектакль «Миква», поставленный театром, стал лауреатом Израильской театральной премии.
Сегодня театр Бейт-Лесин считается одним из ведущих театров Израиля.

## Реконструкция театра
С момента своего основания театр Бейт-Лесин располагался в Тель-Авиве на улице Вейцмана, а в 2003 году его главная часть была перенесена в Пасаж «Ход» на улице Дизенгоф, 101 в здание, в котором ранее размещался Театр Камери. В результате этого переезда в театре увеличилось количество посадочных мест, стало возможным ставить большие и более дорогие в производстве спектакли, такие как мюзикл «Чикаго» и мюзикл «Парни и куколки».
В 2010 году муниципалитет Тель-Авива начал реконструкцию здания театра и всего пассажа «Ход» на улице Дизенгоф. Стоимость проекта составила 110 миллионов шекелей. Реконструкция включала в себя добавление ещё одного театрального зала к уже существующему. Для этого муниципалитет Тель-Авива приобрел кинотеатр «Ход», который находился на первом этаже и в подвале здания одноимённого пассажа. На его месте был построен в театральный зал на 430 мест, который стал частью театрального комплекса. Кроме того, старый театральный зал был отремонтирован и расширен до 900 мест, что сделало его более современным театром.
В 2015 году театральные офисы переехали в Бейт-Кляль на улице Друянова. С 2016 года в театр играет спектакли ещё в трех музеях Тель-Авива.
В феврале 2018 года было снесено старое здание театра, находившееся на улице Вейцмана.